# 高行健
高行健（1940年1月4日—），江西赣州出生，法籍華裔剧作家、小說家、画家、戏剧和电影导演、摄影家，1980年代末前往欧洲，现为法國公民。因「为中文小说和艺术戏剧开辟了新的道路」而荣获2000年诺贝尔文学奖。他亦是翻译家，尤著于翻譯塞繆爾·貝克特和欧仁·尤内斯库的作品。而當中的意識流作品及當中的流亡意識對其他作家有很大的啟發。

## 生平

### 早年经历
在江西赣州出生，第二次国共内战结束后，全家搬到南京。父亲是一名银行职员，母亲為基督教青年会成员，做过抗日剧团的演员。在母亲的影响下，高行健对戏剧、写作产生了兴趣，从小就有繪畫的爱好。
1950年，高行健全家搬到南京。
1952年，高行健就读于江苏省南京市第十中学（今南京市金陵中学），以前这所中学是一个教会学校（金陵大学附属中学），能够接触到许多的西方翻译来的著作。另外，高行健师从画家郓宗嬴先生学画素描、水彩、油画以及泥塑。对这段时光，高行健回忆到：“我的底子是在那打下的。我的中学生活完全像是生活在梦里”。
1957年，高行健高中毕业，听从母亲的建议，没有报考中央美术学院，而考入了北京外国语大学法语系。

### 翻译工作
1962年，高行健毕业后，在中国国际书店从事翻译工作。
1967年10月，长达十年的恋爱之后，与中学校友王学昀在北京结婚。
1970年，被下放到农村劳动，期间曾到安徽宁国县港口中学任教，同期加入中国共产党。
1975年，经岳父的学生推荐调入北京中国旅社，又经岳母的亲戚推荐，任《中国建设》杂志社法文组组长。
1977年，在中国作协对外联络委员会工作。
1979年5月，作为全程翻译，陪同巴金等中国作家访问巴黎，回国后高行健发表了《巴金在巴黎》。

### 戏剧创作
1980年，任北京人民艺术剧院编剧，开始提出与王学昀离婚。
1982年，与刘会远共同创作的剧作《絕對信號》，在北京人民艺术剧院首演。
1983年，《车站》，在北京人民艺术剧院首演，很快被禁演。
1984年，经法院判决，正式与第一任妻子离婚。
1985年，在北京与雕塑家尹光中举办泥塑绘画展，开始受到海内外媒体的关注，这也是到目前为止，高行健在大陆举办的唯一一次画展。同年与第二位妻子郭长慧结婚后，应邀赴欧洲五国（德国、法国、英国、奥地利、丹麦）访问八个月，在柏林文化之家举办了个人画展，获得了超乎意料的成功，卖画获“巨款”四万马克，从此高行健开始了以画养文生涯，获得了更多写作上的自由。
1986年，《彼岸》被禁演。
1987年，高行健应邀赴德国从事绘画创作。1988年,  定居巴黎，後又創作了《逃亡》、《生死界》、《對話與反潔》、《夜遊神》、和《山海經傳》等，使其戲劇作品增至十八部，也開始成为法国「具像批评派沙龙」成员，以后连续三年参加该沙龙在巴黎大皇宫美术馆的年展。

### 流亡海外
1989年爆發六四事件后，高行健公開宣布退出中国共产党，此事触怒了中华人民共和国政府，高行健被开除公职、党籍，在北京的住房被查封。高行健则宣布，永不再回沒有自由的中国大陆，自此正式流亡法國。与第二位妻子离婚。
1992年，荣获法国政府颁发的法蘭西藝術與文學勳章。
1997年，高行健加入法国国籍。
1999年，高行健的画作在巴黎参加罗浮宫第十九届国际古董与艺术双年展。
2000年，因小说《灵山》、《一个人的圣经》等著作，高行健成为首位获得诺贝尔文学奖的中文作家。瑞典科学院对高行健作如下评价：“具普遍价值、刻骨铭心的洞察力和语言的丰富机智，为中文小说艺术和戏剧开辟了新的道路”。
2001年，获国立中山大学名誉文学博士。
2002年2月25日，时任法国总统希拉克亲自为高行健颁发法國榮譽軍團勳章。
2017年5月22日，獲国立台灣師範大学名誉文学博士。

## 作品

### 戏剧
- 《绝对信号》（与刘会远合作），实验剧作

1982年，在北京人民艺术剧院首演；
1992年，在台湾上演。
- 《车站》，实验剧作

1983年，在北京人民艺术剧院首演；
1984年，在南斯拉夫上演；
1986年，在香港由第四线剧社演出；
1988年，在英国上演；
1992年，在奥地利上演；
1999年，在日本上演。
- 《野人》，大型剧作

1985年，在北京人民艺术剧院首演；
1988年，在德国汉堡上演；
1990年，在香港上演。
- 《高行健戏剧集》，戏剧集

1985年，由群众出版社出版，收录了《绝对信号》、《车站》、《独白》（独角戏）、《野人》，以及现代折子戏四篇：《模仿者》、《躲雨》、《行路难》、《喀巴拉山口》。
- 《彼岸》，实验剧作

1986年，在文学刊物《十月》发表；
1990年，在台湾上演；
1994年，瑞典皇家剧院出版瑞典文版剧作选《彼岸》，译者马悦然。
1995年，香港演艺学院，高行健执导。
- 《躲雨》

1987年，在瑞典上演。
- 《冥城》，舞剧

1988年，在香港上演。
- 《声声慢变奏》，舞剧

1989年，在美国上演。
- 《逃亡》，剧作

1990年，在《今天》第一期发表，同年在瑞典皇家剧院首演；
1992年，在德国、波兰上演；
1994年，在法国上演。
1997年，在日本、非洲贝宁和象牙海岸上演。
- 《生死界》，剧作

1991年，在《今天》第二期发表；
1992年，由法国文化部赞助，在巴黎圆环剧院首演，后参加"阿维农戏剧节"；
1994年，分别在澳大利亚悉尼、意大利"当代世界戏剧节"上演，高行健执导；
1996年，在波兰上演；
1996年，在美国上演，高行健执导。
- 《山海经传》

1992年，由香港天地图书公司出版。
2013年6月28日，在台北首演。
- 《对话与反诘》，剧作

1992年，在《今天》第二期发表，法文版也同时发表；
1992年，在维也纳首演，高行健执导；
1995年，在巴黎莫里哀剧院上演，高行健执导；
1999年，在巴黎再度上演，高行健执导。
- 《高行健戏剧六种》，戏剧集

1995年，由台湾帝教出版社出版。收《彼岸》、《冥城》、《山海经传》、《逃亡》、《生死界》、《对话与反诘》六集。
- 《周未四重奏》，剧作

1996年，由香港新世纪出版社出版。
2001年，联经出版事业股份有限公司
- 《夜游神》

1999年，在法国阿维农戏剧节首演。
- 《八月雪》，现代禅剧、京劇

2000年，由台湾联经出版社出版；
2002年12月19日，在台北首演。
- 《叩问死亡》

2004年，联经出版事业股份有限公司

### 小说和诗
- 《有只鸽子叫红唇儿》，中篇小说集，收录了《有只鸽子叫红唇儿》《寒夜的星辰》2部中篇小说。

1984年，由北京十月文艺出版社出版。
2000年，由漓江出版社出版。
- 《给我老爷买鱼竿》，短篇小说集，收录《朋友》《路上》《海上》《母亲》等17篇短篇小说。

1989年，由台湾联合文学出版社出版。
- 《灵山》，长篇小说，81章

1990年，由台湾联经出版社出版。
1992年，瑞典文版出版，译者为马悦然。
1995年，法文版出版，译者为杜特莱。
2000年，英文版出版，译者陈顺妍(Mabell Lee)。
2000年，由漓江出版社出版。
- 《一个人的圣经》，长篇小说，61章

1999年，由台湾联经出版事业公司出版；
2000年，法文版出版，译者为杜特莱。
2000年，由漓江出版社出版。
- 《遊神與玄思 高行健詩集》，收录《我說刺蝟》《逍遙如鳥》《夜間行歌》《遊神與玄思》《美的葬禮（電影詩）》《短詩輯錄（12首）》《佳句偶拾》等。

2012年，聯經出版事業股份有限公司

### 论著
- 《现代小说技巧初探》，文艺论著，《小说的变迁》《小说的未来》等17篇关于小说的论文。

1981年，由花城出版社出版。
- 《对一种现代戏剧的追求》，戏剧论文集。《现代戏剧手段初探》六篇、《我的戏剧观》《我与布莱希特》《要什么样的戏剧》《戏曲不要改革与要改革》等13篇论文，以及12篇戏剧导演论文，《京华夜谈》（与马寿鹏的两次谈话）。

1988年，由中国戏剧出版社出版。
- 《没有主义》，文艺论文集。第一輯　没有主义，第二輯　中国知识分子与中国当代文学，第三輯　文学戏剧创作谈，第四輯　戏剧作法与表演理论，第五輯　当代绘画散论，第六輯　文学的理由。

1996年，由香港天地图地公司出版。
- 《论创作》，文艺论文集。第一輯　論創作，第二輯　另一種美學，第三輯　訪談與對談，第四輯　附錄。

2008年，台湾联经出版事业股份有限公司
- 《论戏剧》，戏剧论文集。

2010年，高行健、方梓勋合著，台湾联经出版事业股份有限公司

### 文集
- 《高行健·2000年文库－当代中国文库精读》

1999年，由香港明报出版社出版。
- 《高行健作品集》，全7册。包括小说《灵山》《一个人的圣经》《有只鸽子叫红唇儿》《路上》四册，论著《没有主义》，译著《秃头歌女》，剧本《绝对信号》各一册。

2000年，漓江出版社出版。

### 画展紀錄
2019
「呼喚新的文藝復興」，2019藝術季，盧瓦爾河畔朔蒙城堡領地藝術與自然中心，法國
2016 
「墨光」，藝倡畫廊，香港
「高行健個展」Galerie Simocini 畫廊，盧森堡
「呼喚文藝復興」，亞洲藝術中心，台北
2015 
「高行健：個人回顧展個人畫展」，伊克塞爾美術館，布魯塞爾
「高行健—意識的覺醒」，比利時皇家美術館，布魯塞爾
「L'intérêt d'un instant」，J.Bastien Art 畫廊，布魯塞爾
「墨光」Actis Gallery 畫廊，倫敦
「呼喚文藝復興」， 庫伯庫特薩基金會， 聖塞巴斯田，西班牙
2013 
「夢境邊緣」，亞洲藝術中心，台北
馬里蘭大學美術館，華盛頓，美國
「超越语言—高行健摄影水墨展」，誰先覺畫廊，新加坡
2011 
Claude Bernard 畫廊，巴黎
Senda 畫廊，巴塞隆納
J.Bastien Art 畫廊，布魯塞爾
2010 
「光與影」，亞洲藝術中心，台北
卡薩索勒利克藝術基金會，巴勒馬，西班牙
Art 畫廊，布魯塞爾
「高行健，布上水墨及紙上新作展」，藝倡畫廊，香港
2009 
Würth Portugal 公司和桑特拉現代美術館，葡萄牙
J.Bastien Art 畫廊，布魯塞爾
利耶日現代與當代藝術館，利耶日，比利時
星特拉現代藝術館，里斯本
2008 
亞洲藝術中心，台北，台灣
ZK 博物館，卡爾斯魯爾，德國
讀者圈基金會，巴塞隆拿，西班牙
巴黎 Claude Bernard 畫廊，法國
「高行健水墨新作 2007-2008」藝倡畫廊，香港
Circulo de Lectores 基金會與 Sanda 畫廊，巴塞隆納，西班牙
2007 
「Philosophical ink on Paper Paintings」，誰先覺畫廊，新加坡
路德維希博物館，科布倫茨，德國
斯尼特博物館，聖母大學，美國
2006 
Claude Bernard 畫廊，巴黎
法國學院，柏林
「高行健-水墨」藝倡畫廊，香港
誰先覺畫廊，新加坡
2005 
Frank Pagès 畫廊，巴頓-巴頓，德國
新加坡美術館，新加坡
2004 
當代藝術中心，巴塞隆納，西班牙
Claude Bernard 畫廊，巴黎
藝倡畫廊 / Artemis Fine Arts，紐約，美國
2003 
蒙斯美術館，比利時
壁毯博物館，普羅旺斯地區艾克斯，法國
「2003 高行健年」，馬賽，法國
馬賽市老慈善院博物館，馬賽，法國
國際當代藝術博覽會- 克羅德貝爾納畫廊，巴黎
Gallerie Torbandena 畫廊和 Teatro Miela 劇院，第里雅斯特，義大利
Haggerty Museum of Art，密爾瓦基，美國
2002 
索菲亞皇后國家美術館，馬德里，西班牙
藝倡畫廊，香港
2001 
亞維農市在大主教宮，法國
亞洲藝術中心，台北
藝倡畫廊，香港
哈特藝術研究所，弗萊堡，德國
2000 
巴熱斯畫廊，巴登-巴登，德國
亞洲藝術中心，台北，台灣
藍圈當代藝術畫廊，法國
瑞典學院圖書館，斯特哥爾摩，瑞典
莫拉特藝術研究所，佛萊堡，德國
1999 
春天書展的開幕式，卡西斯，法國
紅雀塔畫廊，裹爾索戈，法國
1998 
「高行健近作展」，藝倡畫廊，香港
紅雀塔畫廊，裹爾索戈，法國
1996 
正義宮畫廊，盧森堡.
藍圈當代藝術畫廊，麥茨，法國
紅雀塔畫廊，裹爾索戈，法國
「高行健作品展」，藝倡畫廊，香港
1995 
台北市立美術館，台北，台灣
1994 
藍圈當代藝術畫廊，麥茨，法國
波茲南國家劇院，波蘭
1993 
布爾日文化中心，布爾日，法國
紅雀塔畫廊，裹爾索戈，法國
法國畫廊，亞森，德國
1992 
中國文化中心，馬賽，法國
藍圈當代藝術畫廊，麥茨，法國
1991 
朗布耶交匯畫廊，法國
1990 
「具像批評派沙龍」1990 年秋季展，大皇宮美術館，巴黎
「具像批評派沙龍」1990 年莫斯科、聖彼德堡巡迴展
1990 
中國之光協會，馬賽，法國
1989 
「高行健、王春麗聯展」，克拉普斯畫廊，瑞典，
1988 
東方博物館，斯特哥爾摩，瑞典
瓦特盧市文化中心，法國
1986 
北方省文化局，裏爾，法國
1985 
北京，北京人民藝術劇院
貝塔寧藝術之家白，柏林
史密德文化中心，維也納

## 評價
瑞典皇家科學院在新聞公報中指出，高行健的長篇巨著《靈山》是一部「無以倫比的罕見文學傑作，也是一部朝聖小說」。劉再復說「它揭示了中國文化鮮為人知的一面」。
除了西方的讚譽，華人文壇對高行健亦有極高評價。著名作家董橋表示，高行健的作品極具創意，永遠不會重複自己，視野廣闊，氣勢不凡，成就是世界級。
曾經翻譯過高行健數個英語劇本的香港中文大學翻譯系教授方梓勳，指高氏作品著重人性描述，帶有個人主義色彩，有時亦會摻入佛學和禪的思想。戲劇方面，方教授認為故事性不強，但因為充滿人性，容易令觀眾投入。他估計，這可能並非高行健的本意，但觀眾會有同感。
台灣的中國文藝協會理事長王吉隆則認為，高行健的作品很有民族性，他將西方現代文學技巧和東方精神融為一爐，並用自己獨特的藝術方式詮釋出來。
当高行健2000年获得诺贝尔奖时，遭到中国政府强烈抵制，是以其在大陆鲜为人知。

## 家庭
- 前妻王学筠，南京十中校友，1967年与高行健结婚，1980后离婚。从南京大学中文系以副教授退休。2013年9月1日香港《苹果日报》副刊登载了署名王学昀的文章，题为《和高行健结婚离婚》。
  - 儿子王成至，现在上海社会科学院国际关系研究所工作。
- 前妻郭长慧，北外第13届校友，1985年结婚，后移居法国，1989年离婚。就职于法国国际广播电台记者、文化与艺术节目的主持人。无子女。
- 女友西零，旅法華裔作家。中文作品《總是巴黎》和《尋找露易絲》，法文作品《Eté strident》（刺耳的夏天）、《La troisième moitié》（下半场）。

### 引用
1. ↑   （页面存档备份，存于）. 《BBC中文网》.
2. ↑  .   [2018-08-30]. （原始内容存档于2018-08-30）.
3. ↑  . Calgary. 2021-11-29  [2023-05-17]. （原始内容存档于2023-05-17） （英语）.
4. ↑  . 大纪元. 2002年2月27日  [2019年7月25日]. （原始内容存档于2019年7月25日）.
5. ↑  . 人民網. 2000-10-19  [2019-07-09]. （原始内容存档于2020-05-14）.